# ششمین جشن سینمای ایران
ششمین دوره جشن خانه سینمای ایران در تاریخ ۲۱ شهریور ماه ۱۳۸۱ در تالار وحدت برگزار شد.

## تعداد نامزدها و برنده‌ها
فیلمهایی که در چند رشته کاندیدای دریافت تندیس بودند:
| ارتفاع پست            | ۱۳ |
| زندان زنان            | ۹  |
| خانه‌ای روی آب         | ۷  |
| من، ترانه ۱۵ سال دارم | ۶  |
| کاغذ بی‌خط             | ۶  |
| نان، عشق و موتور ۱۰۰۰ | ۶  |
| شام آخر               | ۵  |
| سفر به فردا           | ۵  |
| دختر شیرینی‌فروش       | ۳  |
| اثیری                 | ۳  |
| نگین                  | ۳  |
| نورا                  | ۳  |
| ایستگاه متروک         | ۳  |
| سیندرلا               | ۳  |
| ستاره‌های سربی         | ۳  |

فیلمهایی که موفق به دریافت چند تندیس شدند:
| زندان زنان            | ۵ |
| ارتفاع پست            | ۳ |
| خانه‌ای روی آب         | ۲ |
| من، ترانه ۱۵ سال دارم | ۲ |
| نورا                  | ۲ |

## جوایز[۱][۲][۳]
| تندیس بهترين فيلم - رسول صدرعاملی – من، ترانه ۱۵ سال دارم - بهمن فرمان‌آرا – خانه‌ای روی آب - منوچهر محمدی – ارتفاع پست - حسن توکل‌نیا – کاغذ بی‌خط - منیژه حکمت، سیروس تسلیمی – زندان زنان                                                           | فیلم برگزیده انجمن منتقدان و نویسندگان سینمایی ایران - ناصر تقوایی – کاغذ بی‌خط - ابراهیم حاتمی‌کیا – ارتفاع پست - ناصر رفایی – امتحان - منیژه حکمت – زندان زنان - کیانوش عیاری – سفره ایرانی |
| تندیس بهترين کارگردانی - ابراهیم حاتمی‌کیا – ارتفاع پست - ناصر رفایی – امتحان - بهمن فرمان‌آرا – خانه‌ای روی آب - رسول صدرعاملی – من، ترانه ۱۵ سال دارم - ابوالحسن داوودی – نان، عشق و موتور ۱۰۰۰                                                    | تندیس بهترين فیلمنامه - منیژه حکمت، فرید مصطفوی – زندان زنان - محمدعلی سجادی – اثیری - ابراهیم حاتمی‌کیا، اصغر فرهادی – ارتفاع پست - بهمن فرمان‌آرا – خانه‌ای روی آب - کامبوزیا پرتوی، رسول صدرعاملی – من، ترانه ۱۵ سال دارم                                                                                              |
| تندیس بهترين بازیگر زن - رویا تیموریان – زندان زنان - لیلا حاتمی – ارتفاع پست - فاطمه معتمدآریا – دختر شیرینی‌فروش - کتایون ریاحی – شام آخر - رویا نونهالی – زندان زنان                                                                            | تندیس بهترين بازیگر مرد - رضا کیانیان – خانه‌ای روی آب - حمید فرخ‌نژاد – ارتفاع پست - حمید جبلی – خواب سفید - حمید جبلی – دختر شیرینی‌فروش - جمشید هاشم‌پور – سفر به فردا |
| تندیس بهترين بازیگر زن نقش مکمل - ثریا قاسمی – شام آخر - گوهر خیراندیش – ارتفاع پست - مهرانه مهین‌ترابی – نگین | تندیس بهترين بازیگر مرد نقش مکمل - حسین محجوب – من، ترانه ۱۵ سال دارم - رضا شفیعی‌جم – ارتفاع پست - حبیب رضایی – بمانی - آتیلا پسیانی – شام آخر - اکبر عبدی – نان، عشق و موتور ۱۰۰۰ |
| تندیس بهترين فيلمبرداری - علیرضا زرین‌دست – سیندرلا - فرهاد صبا – ستاره‌های سربی - فرهاد صبا – کاغذ بی‌خط - محمد آلادپوش – ایستگاه متروک - محمد آلادپوش – شام آخر                                                                                    | تندیس بهترين تدوین - عباس گنجوی – خانه‌ای روی آب - هایده صفی‌یاری – ارتفاع پست - حسین زندباف – دختر شیرینی‌فروش - مهرزاد مینویی – سفر به فردا - مصطفی خرقه‌پوش – نان، عشق و موتور ۱۰۰۰ |
| تندیس بهترين موسیقی متن - مجید انتظامی – نورا - فریدون شهبازیان – آرزوهای زمین - احمد پژمان – سفر به فردا - کارن همایون‌فر – کاغذ بی‌خط - مجید انتظامی – من، ترانه ۱۵ سال دارم                                                                      | تندیس بهترين چهره‌پردازی - مهری شیرازی – زندان زنان - مهرداد میرکیانی – ارتفاع پست - مهین نویدی – بمانی - عاطفه رضوی، مهرداد شکرابی – مزاحم - رضا رادمنش – نان، عشق و موتور ۱۰۰۰ |
| تندیس بهترین طراحی صحنه - پروین صفری – نورا - عبدالحمید قدیریان – ارتفاع پست - محسن شاه‌ابراهیمی – ایستگاه متروک - ژیلا مهرجویی – خانه‌ای روی آب - نگار جاودان – نان، عشق و موتور ۱۰۰۰                                                              | تندیس بهترین طراحی لباس - محسن شاه‌ابراهیمی – ایستگاه متروک - فرامرز بادرامپور – اثیری - ژیلا مهرجویی – خانه‌ای روی آب - نگار جاودان – نان، عشق و موتور ۱۰۰۰ - پروین صفری – نورا |
| تندیس بهترین صدابرداری - محمود سماک‌باشی – زندان زنان - عباس رستگارپور – سفر به شرق - بهمن حیدری – سیندرلا - جهانگیر میرشکاری – کاغذ بی‌خط - محمد مختاری – من، ترانه ۱۵ سال دارم                                                                    | تندیس بهترین صداگذاری و میکس - اسحاق خانزادی – نگین - محمود موسوی‌نژاد، محمد حقیقی – آوازهای سرزمین مادری‌ام - عباس رستگارپور – کولی - مسعود بهنام – سیندرلا - جهانگیر میرشکاری – کاغذ بی‌خط |
| تندیس بهترین جلوه‌های ویژه - داوود رسولیان – ستاره‌های سربی - اصغر پورهاجریان – سفر به فردا - عباس شوقی – شام آخر - داوود رسولیان – دفتری از آسمان - عظیم محمدی – ساحت                                                                              | تندیس بهترین کیفیت لابراتواری در یک فیلم سینمایی - لابراتوار صدا و سیمای جمهوری اسلامی ایران، مهرداد آقامحمدی – دبستان شوک - مرکز خدمات سینمایی صنایع فیلم ایران – آوازهای سرزمین مادری‌ام - لابراتوار وزارت فرهنگ و ارشاد اسلامی – ستاره‌های سربی - مرکز خدمات سینمایی صنایع فیلم ایران – اثیری - فیلمساز – سفر به فردا |
| تندیس بهترین فیلم مستند - محمد رسول‌اف، هوشنگ نورالهی – گاگومان - مهوش شیخ‌الاسلامی – پیر حرا - مجتبی میرطهماسب – رودخانه هنوز ماهی دارد - محمد مقدم، مجید رضوانی خوزانی – کال جنی - محمدرضا قاسمیان، اسماعیل امامی، محمدرضا مقدسیان – گفت‌وگو در مه | تندیس بهترین فیلم کوتاه داستانی - دانش اقباشاوی – دریا - مصطفی آل‌احمد – بچه‌مگس - آرش رصافی – صورتک‌ها - بایرام فضلی – چاه - علی‌محمد قاسمی – باد سرخ |
| تندیس بهترین فیلم انیمیشن - محمود صائمین – کیکاووس - عباس اسماعیلی – سفیدتر از برف - رضا مجتبی، منصوره محمدصادق – کودکی‌های من مثل رؤیا - وحید نصیریان – ضد نور - سیانوش نصیری‌زیبا، پریناز شجره – فتح                                              | تندیس بهترین عکس فیلم - حسن غفاری – ارتفاع پست - بابک برزویه – قارچ سمی - علی نیک‌رفتار – نگین - امیر عابدی – زندان زنان |
| تندیس افتخار خانه سینما - محمدصادق آذین - رضا ارحام صدر - صابر رهبر | فیلم برگزیده خانه سینما - منوچهر محمدی – ارتفاع پست - منیژه حکمت، سیروس تسلیمی – زندان زنان |